# Jerry Hallbäck
Jerry Gunnar Hallbäck, född 16 december 1968 i Tynnereds församling i Göteborg, är en svensk handbollstränare och före detta handbollsspelare (försvarare/mittsexa). Han har varit tränare för HK Aranäs under tre omgångar, 2004–2008, 2012–2017 och sedan 2020. 2008–2012 var han sportchef i IK Sävehof och 2017–2020 var han tränare för Ystads IF.
Jerry Hallbäck är far till handbollsspelarna Anton och Ludvig Hallbäck.

## Meriter
- Svensk mästare sju gånger (1993, 1995, 1996, 1997, 1998, 2000, 2001) med Redbergslids IK
- VM-brons 1993 i Sverige
- EM-guld 1994 i Portugal
- Årets komet 1993